# Othematom

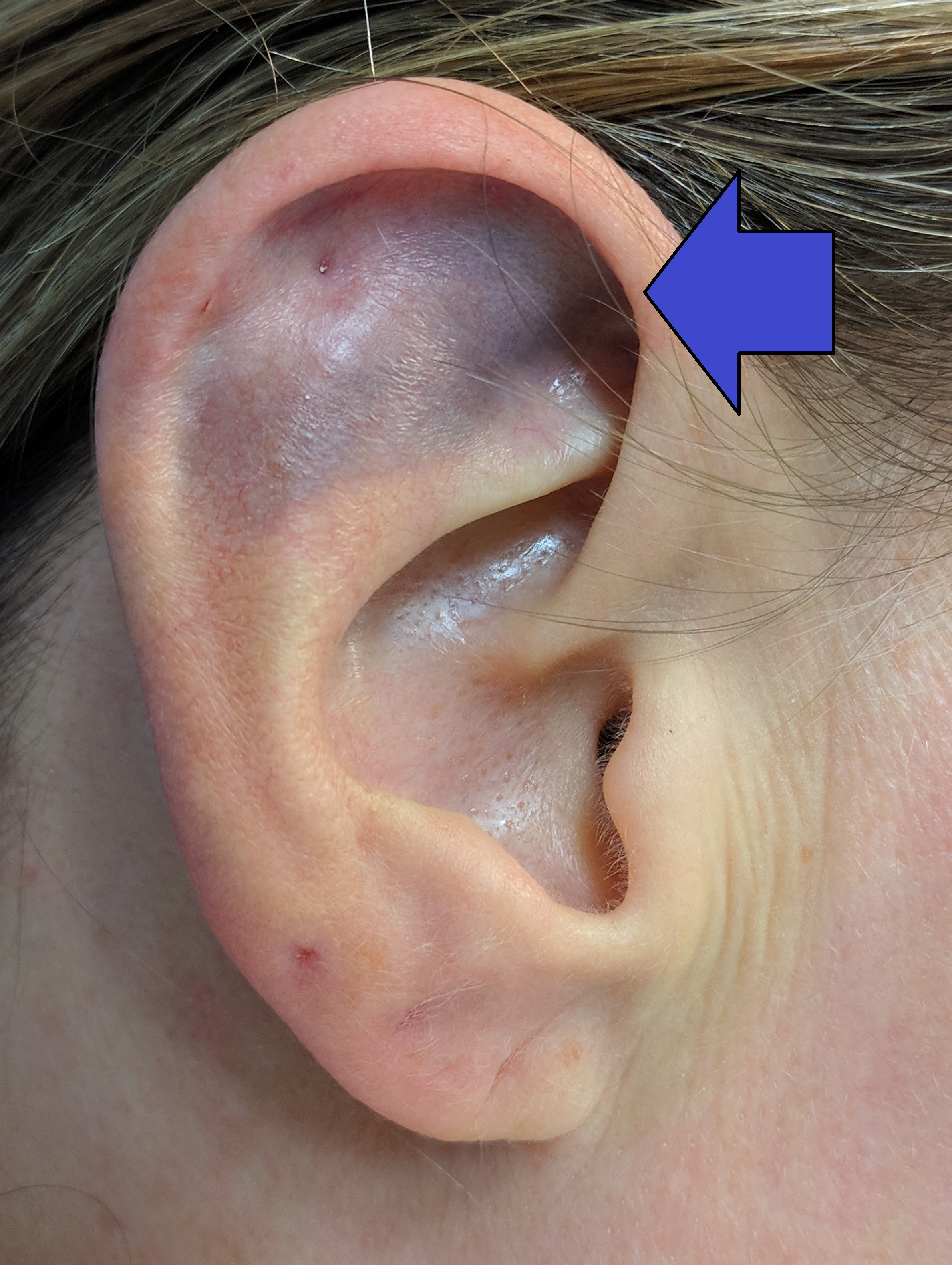
Othematomul la om

Othematomul sau hematomul auricular este o colecție sero-sanguinolentă a pavilionului urechii, situată între cartilajul helixului și pericondru în partea superioară a pavilionului,  provocată cel mai frecvent de un traumatism care strivește țesuturile sau mai rar de diverse tulburări trofice.

## Othematomul la om
Othematomul se întâlnește frecvent la boxeri, luptători, la cei care poartă greutăți pe umăr etc. Pacientul simte o durere vie la nivelul pavilionului, iar local se dezvoltă o tumefacție hemisferică renitentă și sensibilă la palpare. În lipsa unui tratament corect, othematomul se organizează fibros și urechea capătă aspect de conopidă, sau se infectează și apare o pericondrită. Când este mic othematomul se poate resorbi spontan, iar când are dimensiuni mari se practică incizia țesuturilor, drenarea și evacuarea conținutului serosangvinolent cu aplicarea pansamentului compresiv. În othematomul infectat acesta se incizează, eliminându-se conținutul abcesului și se administrează antibiotice, local antiseptice și proceduri fizioterapice.

## Othematomul la animalele domestice

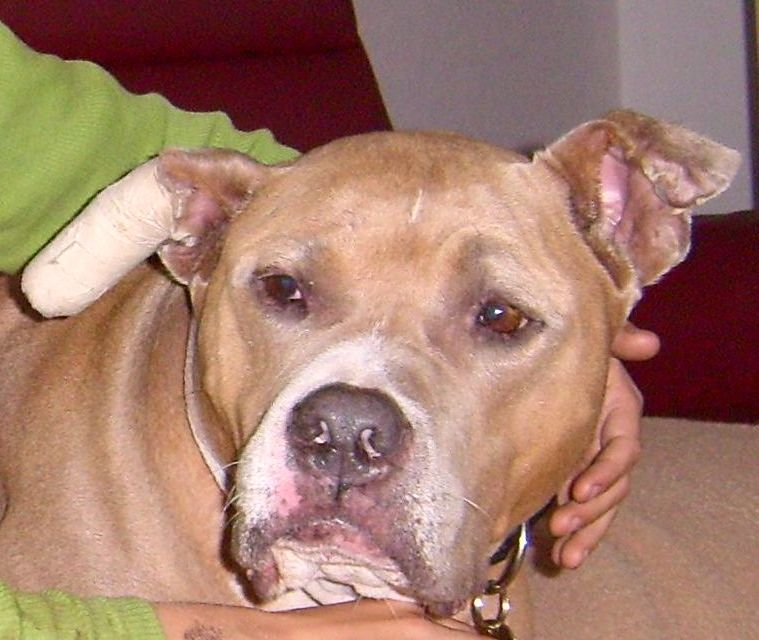
Othematomul urechii drepte la un câine, tratat cu un bandaj compresiv (stânga în imagine) și othematomul urechii stângi slab vindecat, care deformează urechea (dreapta în imagine)

Othematomul (hematomul auricular) la animalele domestice este întâlnit frecvent la carnivore și suine, mai rar la bovine, cabaline și ovine. Este situat cel mai frecvent la nivelul pavilionului auricular și se caracterizează prin acumularea sângelui intre cartilajul auricular și pielea de pe fața internă dezlipindu-o. La carnivore (câini, pisici) apare în urma lovirii conchiei auriculare de un corp dur sau mișcărilor violente ale capului la rasele cu urechile lăsate în caz de corpi străini auriculari, afecțiuni pruriginoase auriculare (otita parazitară), catar auricular, plăgi mușcate, etc. La suine (porci) othematomul apare în urma mușcăturilor, în urma recoltărilor de sânge din vena auriculară posterioară, otite parazitare. La viței este produs prin linsul și suptul reciproc al pavilionului auricular, mai cu seamă la vițeii crescuți în colectivitate. La examenul clinic hematomul apare ca o colecție ușor fluctuentă cu crepitație sanguină. Animalul bolnav are urechea afectată aplecată cu extremitatea liberă tumefiată, sensibilă și dureroasă. Din cauza greutății hematomului și a disconfortului câinii rotesc (scutură) capul, ceea ce complică și mai mult othematomul prin creșterea în volum și întreținerea acestuia. Tratamentul este operator și medicamentos. În primul rând se vor combate afecțiunilor care produc prurit auricular care favorizează și agravează boala.